# StatXact
StatXact est un logiciel de statistiques qui permet de faire des analyses en utilisant des statistiques exactes. Il permet de calculer des p-values exactes et des intervalles de confiance pour les tableaux de contingence et pour des statistiques non paramétriques. Il est commercialisé par la société Cytel Inc.